# Star Wars Detours
Star Wars Detours è una serie animata in CGI statunitense. Si differenzia dalle altre serie animate di Guerre stellari in quanto è una parodia del franchise. Offre una versione comica di ciò che è accaduto tra la trilogia prequel e la trilogia originale. La serie è prodotta da Lucasfilm Animation in collaborazione con Seth Green e Matthew Senreich.
Sebbene siano state prodotte circa due stagioni, la serie è ancora inedita.

## Personaggi
- 4-LOM, con la voce di "Weird Al" Yankovic
- Biff Tarkin, con la voce di Zachary Levi
- C-3PO, con la voce di Anthony Daniels
- Chewbecca, con la voce di Todd Grimes
- Dart Fener, con la voce di Abraham Benrubi
- Jabba the Hutt, con la voce di Dee Bradley Baker
- Jar Jar Binks, con la voce di Ahmed Best
- Lando Calrissian, con la voce di Billy Dee Williams
- Leila Organa, con la voce di Catherine Taber
- Max Rebo, con la voce di Hugh Davidson
- Obi-Wan Kenobi, con la voce di Seth Green
- Palpatine, con la voce di Seth MacFarlane
- Yoda, con la voce di Tom Kane
- Zuckuss, con la voce di Andy Richter

## Produzione
La serie è stata annunciata alla 6ª "Star Wars Celebration" a metà 2012. La serie doveva essere ambientata tra gli eventi di Star Wars: Episodio III - La vendetta dei Sith e Guerre Stellari: Episodio IV - Una nuova speranza. Nel marzo 2013, Lucasfilm ha posticipato Detours, dopo aver riconsiderato l'approccio ai nuovi fan, quando era in produzione anche una trilogia sequel. Quel settembre, Green disse che 39 episodi erano già stati completati, con 62 sceneggiature aggiuntive finite.
Tra gli autori della serie c'erano Dan Milano, Tom Root, Zeb Wells, Doug Goldstein, Breckin Meyer, Kevin Shinick, David A. Goodman, Michael Price e Jane Espenson. Brendan Hay è stato scrittore capo.

### Casting
Tra gli attori coinvolti nello spettacolo c'erano Dee Bradley Baker, Abraham Benrubi, Ahmed Best, Anthony Daniels, che riprende il ruolo di C-3PO, Felicia Day, Donald Faison, Nat Faxon, Seth Green, Jennifer Hale, Zachary Levi, Joel McHale, Breckin Meyer, Dan Milano, Andy Richter, Cree Summer, Catherine Taber, Billy Dee Williams, "Weird Al" Yankovic, Grey DeLisle e Seth MacFarlane.

## Cancellazione ed eventuale distribuzione
Nell'ottobre 2015, durante un live streaming di Life Is Strange, Felicia Day ha detto che lo spettacolo era stato cancellato. Tuttavia, nel giugno 2018, Lucasfilm ha depositato un nuovo marchio per la serie.
Nel novembre 2020, un episodio di sei minuti intitolato "Dog Day Afternoon" è apparso su Internet. L'episodio presenta Zuckuss e 4-LOM (interpretato da Richter e Jankovic) tentano di rapinare il ristorante di Dexter. Appaiono anche Lando Calrissian, Boba Fett e Jabba the Hutt. L'episodio è stato rimosso poco dopo.